# Saint George (Barbade)
Pour les articles homonymes, voir Saint-George.
Saint-George est l'une des onze paroisses de la Barbade.

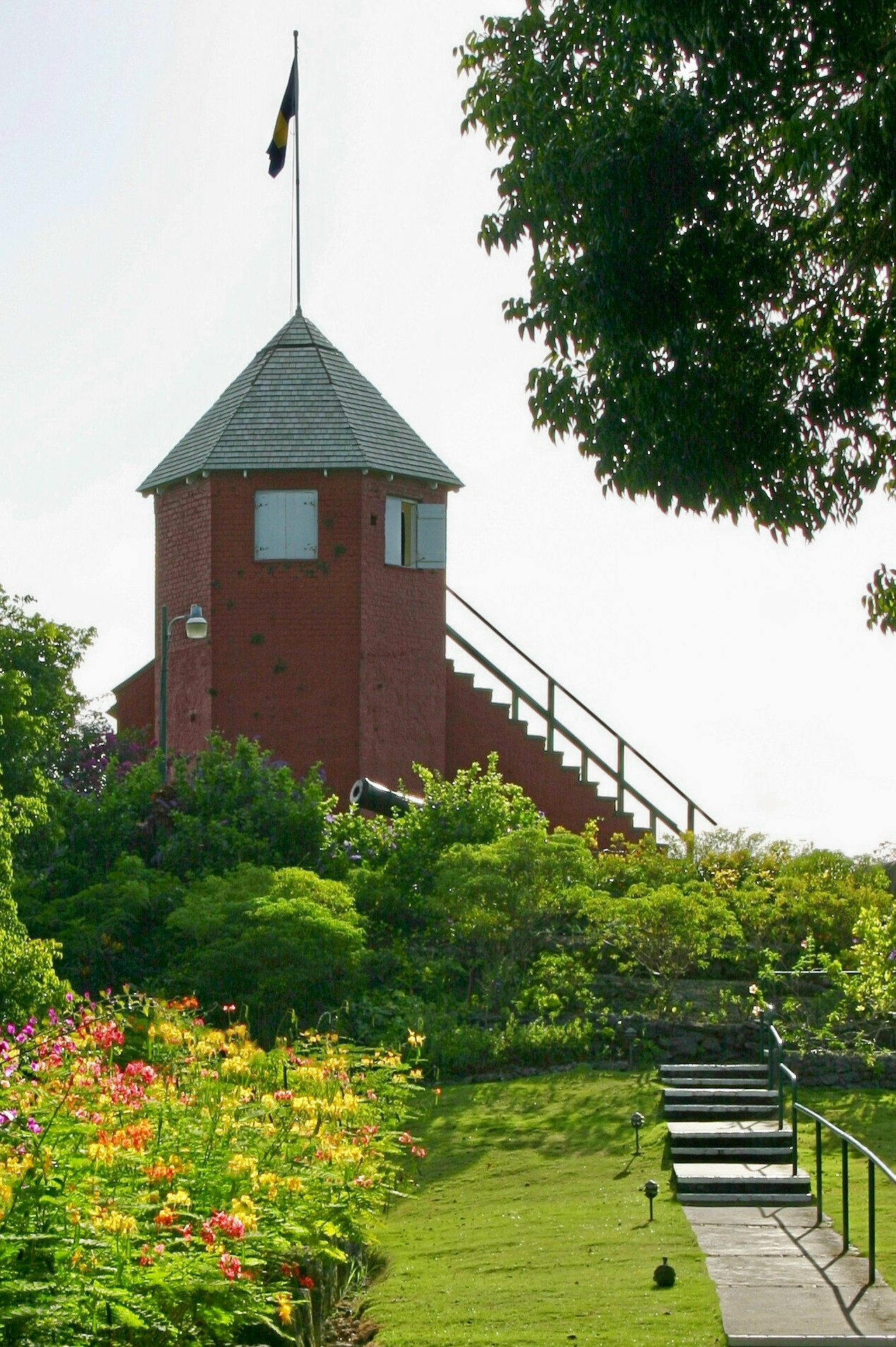